# Els investigadors i la maledicció del Rei Fosc
Els investigadors i la maledicció del Rei Fosc (títol original en alemany, Die Pfefferkörner und der Fluch des Schwarzen Königs) és una pel·lícula alemanya estrenada el 7 de setembre de 2017. És la primera de les dues adaptacions de la sèrie de televisió infantil i juvenil Die Pfefferkörner, que s'emet des de l'any 1999. Aquesta pel·lícula, que es va estrenar just abans de l'emissió de la temporada 14, és protagonitzada per quatre dels cinc membres de la novena generació: Mia, Alice, Johannes i Benny. Un altre protagonista és en Luca, que només apareix a la pel·lícula. Està ambientada a Hamburg i al Tirol del Sud. S'ha doblat al català.
La pel·lícula es va estrenar a la televisió el 27 d'octubre de 2019 a Das Erste. El 2021, es va estrenar el segon llargmetratge de la sèrie, Els investigadors i el tresor de les profunditats marines.